# Jalal Hosseini
Seyyed Jalal Hosseini  est un footballeur iranien puis entraîneur né le 3 février 1982 à Bandar-e Anzali. Il a évolué au poste de défenseur central.

## Palmarès
- champion d'Iran de football : 2007, 2010, 2011, 2012 et 2017.